# Armenischer Fußballpokal 2003
Der armenische Fußballpokal 2003 war die zwölfte Austragung des Pokalwettbewerbs in Armenien.
16 Mannschaften waren startberechtigt. MIKA Aschtarak gewann zum dritten Mal den Pokal. Im Finale wurde der FC Banants Jerewan mit 1:0 bezwungen. MIKA nahm damit am UEFA-Pokal teil.

## Modus
Der Pokal wurde in vier Runden ausgetragen. Bis zum Halbfinale wurden die Sieger in Hin- und Rückspiel ermittelt. Bei Torgleichstand entschied zunächst die Anzahl der Auswärts erzielten Tore, danach eine Verlängerung, wurde in dieser nach zweimal 15 Minuten keine Entscheidung erreicht, folgte ein Elfmeterschießen, bis der Sieger ermittelt war. Das Finale wurde in einem Spiel in Jerewan ausgetragen.

## Achtelfinale
| Datum             |                      | Gesamt       |                      | Hinspiel | Rückspiel |
| ----------------- | -------------------- | ------------ | -------------------- | -------- | --------- |
| 15.03./19.03.2003 | MIKA Aschtarak 2     | 1:8          | FC Pjunik Jerewan    | 0:6      | 1:2       |
| 15.03./19.03.2003 | FC Dinamo Jerewan    | 00:16        | MIKA Aschtarak       | 00:10    | 0:6       |
| 15.03./19.03.2003 | FC Banants Jerewan   | 13:00        | Nork Marasch Jerewan | 6:0      | 7:0       |
| 15.03./19.03.2003 | Kotajk-2003 Abowjan  | 0:3          | FC Schirak Gjumri    | 0:2      | 0:1       |
| 16.03./20.03.2003 | FC Kotajk Abowjan    | 5:0          | FC Pjunik Jerewan 2  | 4:0      | 1:0       |
| 16.03./20.03.2003 | FC Lokomotiv Jerewan | 1:6          | Dinamo-2000 Jerewan  | 0:6      | 1:0       |
| 16.03./20.03.2003 | Araks Ararat         | 2:3          | FC Kilikia Jerewan   | 1:1      | 1:2       |
| 16.03./20.03.2003 | FC Spartak Jerewan   | 1 kampflos 1 | Lernajin Arzach      | –        | –         |

## Viertelfinale
| Datum             |                    | Gesamt |                     | Hinspiel | Rückspiel |
| ----------------- | ------------------ | ------ | ------------------- | -------- | --------- |
| 23.03./06.04.2003 | FC Spartak Jerewan | 0:5    | MIKA Aschtarak      | 0:3      | 0:2       |
| 23.03./07.04.2003 | FC Pjunik Jerewan  | 1:0    | FC Kotajk Abowjan   | 1:0      | 0:0       |
| 24.03./06.04.2003 | FC Kilikia Jerewan | 0:1    | FC Schirak Gjumri   | 0:1      | 0:0       |
| 24.03./07.04.2003 | FC Banants Jerewan | 6:3    | Dinamo-2000 Jerewan | 4:0      | 2:3       |

## Halbfinale
| Datum             |                    | Gesamt |                   | Hinspiel | Rückspiel |
| ----------------- | ------------------ | ------ | ----------------- | -------- | --------- |
| 17.05./22.05.2003 | FC Schirak Gjumri  | 0:3    | MIKA Aschtarak    | 0:0      | 0:3       |
| 18.05./23.05.2003 | FC Banants Jerewan | 3:1    | FC Pjunik Jerewan | 1:1      | 2:1       |

## Finale
| MIKA Aschtarak                                                       | MIKA Aschtarak | FC Banants Jerewan | FC Banants Jerewan |
| -------------------------------------------------------------------- | --- | --- | ------------------ |
| MIKA Aschtarak                                                       | \| 27. Mai 2003 in Jerewan (Wasken Sarkissjan Republikanisches Stadion) \| \| Ergebnis: 1:0 (0:0) \| \| Zuschauer: 5.000 \| \| Schiedsrichter: Karen Nalbandjan \|                                                                         | \| 27. Mai 2003 in Jerewan (Wasken Sarkissjan Republikanisches Stadion) \| \| Ergebnis: 1:0 (0:0) \| \| Zuschauer: 5.000 \| \| Schiedsrichter: Karen Nalbandjan \|                                                                                    | FC Banants Jerewan |
| MIKA Aschtarak                                                       | Felix Hakobjan – Wartan Oganesjan, Armen Petikjan , Marat Mkrttschjan, Arkadij Dochojan – Anatolij Jakuschew (65. Karen Jegiasajan), Wahram Lobjan, David Grigorjan, Artjom Adamjan – Artasches Adamjan (89. Artur Asojan), Aram Woskanjan | Dmitrij Worobjow – Karen Simonjan, Hovhannes Demirtschjan , Ararat Arakeljan, Aschot Grigorjan – Suren Sarkisjan (86. Haik Geworkjan), Romeo Dschenebjan, Sergej Arakeljan (87. Aram Sarkisjan) – Aram Hakobjan, Wahe Davtjan (70. Felix Chodschojan) | FC Banants Jerewan |
| MIKA Aschtarak                                                       | 1:0 Armen Petikjan (88.) | | FC Banants Jerewan |
| MIKA Aschtarak                                                       | Wahram Lobjan, Artasches Adamjan | Aram Hakobjan, Hovhannes Demirtschjan | FC Banants Jerewan |
| 27. Mai 2003 in Jerewan (Wasken Sarkissjan Republikanisches Stadion) | | |                    |
| Ergebnis: 1:0 (0:0)                                                  | | |                    |
| Zuschauer: 5.000                                                     | | |                    |
| Schiedsrichter: Karen Nalbandjan                                     | | |                    |